# Teaterbåten (film, 1936)
Teaterbåten (engelska: Show Boat) är en amerikansk romantisk musikalfilm från 1936 i regi av James Whale. Filmen är baserad på musikalen med samma namn av Jerome Kern och Oscar Hammerstein II, vilken i sin tur är baserad på Edna Ferbers roman Teaterbåten. I huvudrollerna ses Irene Dunne, Allan Jones, Charles Winninger, Paul Robeson och Helen Morgan.

## Rollista i urval
- Irene Dunne - Magnolia Hawks
- Allan Jones - Gaylord Ravenal
- Charles Winninger - Cap'n Andy Hawks
- Paul Robeson - Joe
- Helen Morgan - Julie LaVerne
- Helen Westley - Parthenia "Parthy" Hawks
- Queenie Smith - Ellie May Chipley
- Sammy White - Frank Schultz
- Donald Cook - Steve Baker
- Hattie McDaniel - Queenie
- Francis X. Mahoney - Rubber Face Smith
- Marilyn Knowlden - Kim som barn
- Sunnie O'Dea - Kim som 16-åring
- Arthur Hohl - Pete
- Charles B. Middleton - sheriff Ike Vallon
- J. Farrell MacDonald - Windy McClain
- Charles C. Wilson - Jim Green
- Clarence Muse - Sam, dörrvakt på Trocadero

## Musik i filmen i urval
- "Where's the Mate For Me?" – Allan Jones
- "Make Believe" – Allan Jones och Irene Dunne
- "Ol' Man River" – Paul Robeson och kör
- "Can't Help Lovin' Dat Man" – Helen Morgan, Hattie McDaniel, Paul Robeson och kör
- "I Have the Room Above Her" – Allan Jones och Irene Dunne
- "You Are Love" – Allan Jones och Irene Dunne
- "Ah Still Suits Me" – Paul Robeson och Hattie McDaniel
- "Why Do I Love You" – instrumental
- "Bill" – Helen Morgan
- "Goodbye, My Lady Love" – Queenie Smith och Sammy White
- "After the Ball" – Irene Dunne och Trocadero kör
- Finale ("You Are Love" och "Ol' Man River") – Irene Dunne, Allan Jones och Paul Robeson